# Кінтела-де-Лейрадо
Кінтела-де-Лейрадо (гал. Quintela de Leirado, ісп. Quintela de Leirado) — муніципалітет в Іспанії, у складі автономної спільноти Галісія, у провінції Оренсе. Населення — 754 осіб (2009).

## Географія
Муніципалітет розташований на португальсько-іспанському кордоні.
Муніципалітет розташований на відстані близько 420 км на північний захід від Мадрида, 29 км на південний захід від Оренсе.
Муніципалітет складається з таких паррокій: Лейрадо, Мосіньйос, Кінтела-де-Лейрадо, Редемуїньйос, Шасебанс.

## Демографія
Динаміка населення (INE ):

## Галерея зображень

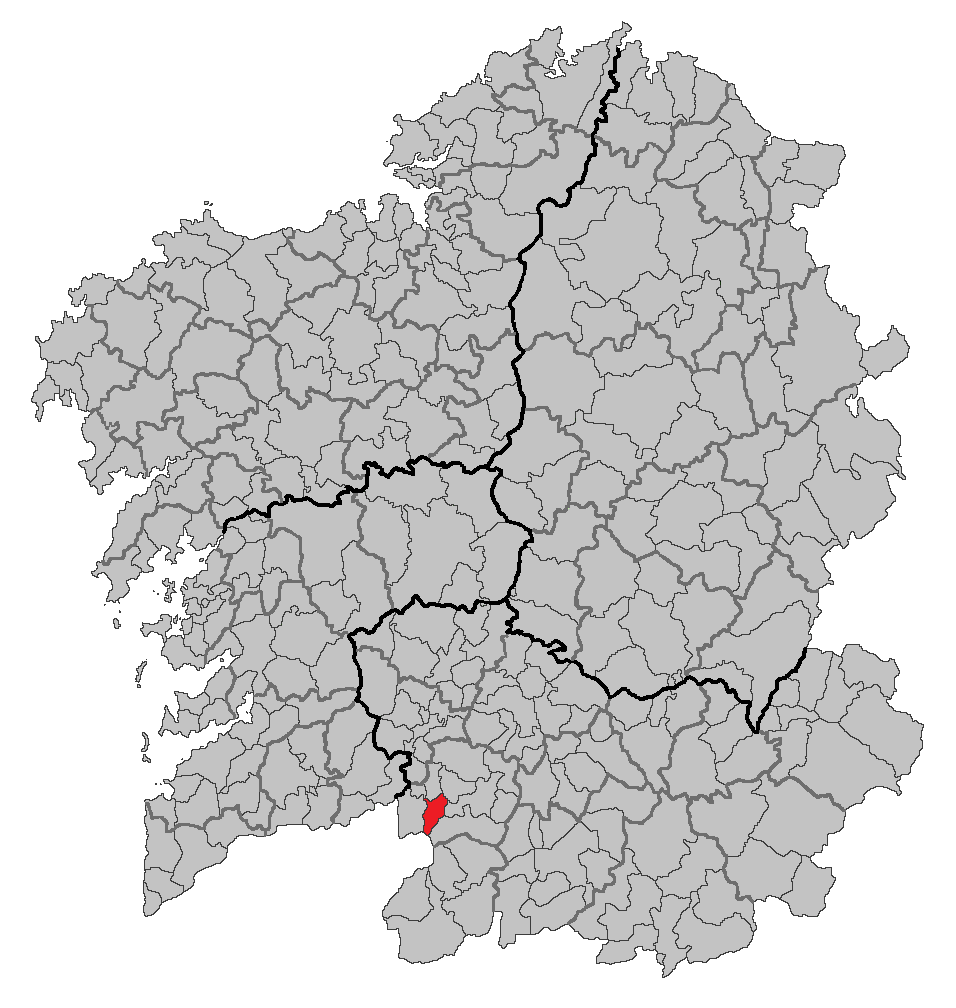
Розташування муніципалітету